# Greendrop Lake
Greendrop Lake är en sjö i Kanada.   Den ligger i provinsen British Columbia, i den södra delen av landet, 3 400 km väster om huvudstaden Ottawa. Greendrop Lake ligger 951 meter över havet.
I omgivningarna runt Greendrop Lake växer i huvudsak barrskog. Runt Greendrop Lake är det mycket glesbefolkat, med 4 invånare per kvadratkilometer.